# Vergisson
Vergisson är en kommun i departementet Saône-et-Loire i regionen Bourgogne-Franche-Comté i östra Frankrike. Kommunen ligger i kantonen Mâcon-Sud som tillhör arrondissementet Mâcon. År 2022 hade Vergisson 233 invånare.

## Befolkningsutveckling
Antalet invånare i kommunen Vergisson
| Referens: INSEE |